# Cinquième district congressionnel de Géorgie
Le 5e district congressionnel de Géorgie est un district de l'État américain de Géorgie. Le district était représenté par le Démocrate John Lewis du 3 janvier 1987 jusqu'à sa mort le 17 juillet 2020. Kwanza Hall a été élu pour remplacer Lewis le 1er décembre 2020 et a servi jusqu'au 3 janvier 2021 lorsque Nikema Williams a pris sa place. Hall a été élu lors d'une élection spéciale pour le reste du 17e mandat de Lewis. Il a choisi de ne pas se présenter aux élections générales pour un mandat complet de deux ans, qui a été remporté par Williams.
Les limites du district ont été redessinées à la suite du recensement de 2010, qui a accordé un siège supplémentaire à la Géorgie. La première élection utilisant les nouvelles limites des districts (énumérées ci-dessous) a été les élections de 2012.
Basé dans le centre de Fulton et dans certaines parties des comtés de DeKalb et Clayton, le district à majorité noire comprend près des trois quarts d'Atlanta, la capitale de l'État et la plus grande ville. Il comprend également certaines des banlieues environnantes, notamment East Point, Druid Hills et Forest Park. Avec un indice CPVI de D+32, c'est le district le plus démocrate de Géorgie.

## Comtés
- Fulton (en partie, voir les 6e district, 11e district et 13e district)
- DeKalb (en partie, voir les 4e district et 6e district)
- Clayton (en partie, voir le 13e district)

| #   | Comté   | Siège     | Population |
| --- | ------- | --------- | ---------- |
| 63  | Clayton | Jonesboro | 298 300    |
| 89  | DeKalb  | Decatur   | 762 992    |
| 121 | Fulton  | Atlanta   | 1 079 105  |

### Villes de 10 000 habitants ou plus
- Atlanta - 510 823
- Sandy Springs - 108 080
- South Fulton - 107 436
- East Point - 38 358
- Decatur - 24 928
- Candler-McAfee - 22 468
- North Druid Hills - 20 385
- Forest Park - 19.932
- North Decatur - 18.511
- Belvedere Park - 15 113
- College Park - 13.930
- Panthersville - 11 237
- Scottdale - 10 698

### 2 500 à 10 000 habitants
- Druid Hills - 9 429
- Gresham Park - 7 700
- Conley - 6 680
- Hapeville - 6 553
- Avondale Estates - 3 567

## Historique de vote
| Année | Poste      | Résultats               |
| ----- | ---------- | ----------------------- |
| 2000  | Président  | Gore 73,0 % - 27,0 %    |
| 2004  | Président  | Kerry 74,0 % - 26,0 %   |
| 2008  | Président  | Obama 84,4 % - 15,0 %   |
| 2012  | Président  | Obama 83,1 % - 15,8 %   |
| 2016  | Président  | Clinton 85,0 % - 12,0 % |
| 2018  | Gouverneur | Abrams 87,9 % - 11,3 %  |
| 2020  | Président  | Biden 86,0 % - 13,0 %   |

## Liste des Représentants du district
| Membre                                | Parti           | Années                             | Congrès     | Histoire électorale |
| ------------------------------------- | --------------- | ---------------------------------- | ----------- | --- |
| District établit en 1827              |                 |                                    |             | |
| Charles Eaton Haynes (en)             | Jacksonien (en) | 4 mars 1827 - 3 mars 1829          | 20e         | Redécoupage depuis le district at-large et réélu en 1826. Redécoupage vers le district at-large. |
| Non utilisé                           | Non utilisé     | 4 mars 1829 - 3 mars 1845          |             | |
| John Henry Lumpkin (en)               | Démocrate       | 4 mars 1845 - 3 mars 1849          | 29e , 30e   | Élu en 1844. Réélu en 1846. |
| Thomas C. Hackett (en)                | Démocrate       | 4 mars 1849 - 3 mars 1851          | 31e         | Élu en 1848. |
| Elijah Webb Chastain (en)             | Unioniste       | 4 mars 1851 - 3 mars 1853          | 32e , 33e   | Élu en 1851. Réélu en 1853. |
| Elijah Webb Chastain (en)             | Démocrate       | 4 mars 1853 - 3 mars 1855          | 32e , 33e   | Élu en 1851. Réélu en 1853. |
| John Henry Lumpkin (en)               | Démocrate       | 4 mars 1855 - 3 mars 1857          | 34e         | Élu en 1855. |
| Augustus Romaldus Wright (en)         | Démocrate       | 4 mars 1857 - 3 mars 1859          | 35e         | Élu en 1857. |
| John William Henderson Underwood (en) | Démocrate       | 4 mars 1859 - 23 janvier 1861      | 36e         | Élu en 1859. Retrait. |
| Vacant                                | Vacant          | 23 janvier 1861 - 25 juillet 1868  | 36e - 40e   | Guerre de Sécession et Reconstruction |
| Charles H. Prince (en)                | Républicain     | 25 juillet 1868 - 3 mars 1869      | 40e         | Élu pour terminer un mandat. |
| Vacant                                | Vacant          | 4 mars 1869 - 22 décembre 1870     | 41          | |
| Stephen A. Corker (en)                | Démocrate       | 22 décembre 1870 - 3 mars 1871     | 41          | Élu après la disqualification de Charles H. Prince. |
| Dudley M. DuBose (en)                 | Démocrate       | 4 mars 1871 - 3 mars 1873          | 42e         | Élu en 1870. |
| James C. Freeman (en)                 | Républicain     | 4 mars 1873 - 3 mars 1879          | 43e         | Élu en 1872. |
| Milton A. Candler (en)                | Démocrate       | 4 mars 1875 - 3 mars 1879          | 44e , 45e   | Élu en 1874. Réélu en 1876. |
| Nathaniel Job Hammond (en)            | Démocrate       | 4 mars 1879 - 3 mars 1887          | 46e - 49e   | Élu en 1878. Réélu en 1880. Réélu en 1882. Réélu en 1884. |
| John D. Stewart (en)                  | Démocrate       | 4 mars 1887 - 3 mars 1891          | 50e , 51e   | Élu en 1886. Réélu en 1888. |
| Leonidas F. Livingston (en)           | Démocrate       | 4 mars 1891 - 3 mars 1911          | 52e - 61e   | Élu en 1890. Réélu en 1892. Réélu en 1894. Réélu en 1896. Réélu en 1898. Réélu en 1900. Réélu en 1902. Réélu en 1904. Réélu en 1906. Réélu en 1908. |
| William S. Howard (en)                | Démocrate       | 4 mars 1911 - 3 mars 1919          | 62e - 65e   | Élu en 1910. Réélu en 1912. Réélu en 1914. Réélu en 1916. |
| William David Upshaw (en)             | Démocrate       | 4 mars 1919 - 3 mars 1927          | 66e - 69e   | Élu en 1918. Réélu en 1920. Réélu en 1922. Réélu en 1924. Perds sa renomination. |
| Leslie Jasper Steele (en)             | Démocrate       | 4 mars 1927 - 24 juillet 1929      | 70e , 71e   | Élu en 1926. Réélu en 1928. Décès. |
| Vacant                                | Vacant          | 14 juillet 1929 - 2 octobre 1929   | 71e         | |
| Robert Ramspeck (en)                  | Démocrate       | 2 octobre 1929 - 31 décembre 1945  | 71e - 79e   | Élu pour terminer le mandat de Steele. Réélu en 1930. Réélu en 1932. Réélu en 1934. Réélu en 1936. Réélu en 1938. Réélu en 1940. Réélu en 1942. Réélu en 1944. Démissionne pour retourner travailler dans l'industrie de l'aviation.                                |
| Vacant                                | Vacant          | 31 décembre 1945 - 12 février 1946 | 79e         | |
| Helen Douglas Mankin (en)             | Démocrate       | 12 février 1946 - 3 janvier 1947   | 79e         | Élu pour terminer le mandat de Ramspeck. Perd sa renomination et perd ensuite son élection en tant que candidat Write-in |
| James C. Davis (en)                   | Démocrate       | 3 janvier 1947 - 3 janvier 1963    | 80e - 87e   | Élu en 1946. Réélu en 1948. Réélu en 1950. Réélu en 1952. Réélu en 1954. Réélu en 1956. Réélu en 1958. Réélu en 1960. Perds sa renomination. |
| Charles L. Weltner (en)               | Démocrate       | 3 janvier 1963 - 3 janvier 1967    | 88e , 89e   | Élu en 1962. Réélu en 1964. Retrait après avoir refusé de soutenir Lester Maddow au poste de Gouverneur de Géorgie. |
| Fletcher Thompson (en)                | Républicain     | 3 janvier 1967 - 3 janvier 1973    | 90e - 92e   | Élu en 1966. Réélu en 1968. Réélu en 1970. Retrait pour se présenter comme Sénateur des États-Unis. |
| Andrew Young                          | Démocrate       | 3 janvier 1973 - 29 janvier 1977   | 93e - 95e   | Élu en 1972. Réélu en 1974. Réélu en 1976. Démissionne pour devenir Ambassadeur des États-Unis aux Nations Unies. |
| Vacant                                | Vacant          | 29 janvier 1977 - 6 avril 1977     | 95e         | |
| Wyche Fowler                          | Démocrate       | 6 avril 1977 - 3 janvier 1987      | 95e - 99e   | Élu pour terminer le mandat de Young. Réélu en 1978. Réélu en 1980. Réélu en 1982. Réélu en 1984. Retrait pour se présenter comme Sénateur des États-Unis. |
| John Lewis                            | Démocrate       | 3 janvier 1987 - 17 juillet 2020   | 100e - 116e | Élu en 1986. Réélu en 1988. Réélu en 1990. Réélu en 1992. Réélu en 1994. Réélu en 1996. Réélu en 1998. Réélu en 2000. Réélu en 2002. Réélu en 2004. Réélu en 2006. Réélu en 2008. Réélu en 2010. Réélu en 2012. Réélu en 2014. Réélu en 2016. Réélu en 2018. Décès. |
| Vacant                                | Vacant          | 17 juillet 2020 - 3 décembre 2020  | 116e        | |
| Kwanza Hall                           | Démocrate       | 3 décembre 2020 - 3 janvier 2021   | 116e        | Élu pour terminer le mandat de Lewis. Ne s'est pas présenter pour un second mandat. |
| Nikema Williams                       | Démocrate       | 3 janvier 2021 - Présent           | 117e , 118e | Élue en 2020. Réélu en 2022. |

## Résultats des récentes élections
Voici les résultats des dix précédents cycles électoraux dans le district.

### 2004
| Élection de 2004 du 5e district congressionnel de Géorgie | Élection de 2004 du 5e district congressionnel de Géorgie | Élection de 2004 du 5e district congressionnel de Géorgie | Élection de 2004 du 5e district congressionnel de Géorgie | Élection de 2004 du 5e district congressionnel de Géorgie |
| --------------------------------------------------------- | --------------------------------------------------------- | --------------------------------------------------------- | --------------------------------------------------------- | --------------------------------------------------------- |
| Parti                                                     | Parti                                                     | Candidat                                                  | Votes                                                     | %                                                         |
|                                                           | Démocrate                                                 | John Lewis (sortant)                                      | 201 773                                                   | 100%                                                      |
|                                                           | Les Démocrates conservent                                 |                                                           |                                                           |                                                           |

### 2006
| Élection de 2006 du 5e district congressionnel de Géorgie | Élection de 2006 du 5e district congressionnel de Géorgie | Élection de 2006 du 5e district congressionnel de Géorgie | Élection de 2006 du 5e district congressionnel de Géorgie | Élection de 2006 du 5e district congressionnel de Géorgie |
| --------------------------------------------------------- | --------------------------------------------------------- | --------------------------------------------------------- | --------------------------------------------------------- | --------------------------------------------------------- |
| Parti                                                     | Parti                                                     | Candidat                                                  | Votes                                                     | %                                                         |
|                                                           | Démocrate                                                 | John Lewis (sortant)                                      | 122 380                                                   | 99,95                                                     |
|                                                           | No Party                                                  | Autres                                                    | 64                                                        | 0,05                                                      |
| Total des votes                                           | Total des votes                                           | Total des votes                                           | 122 444                                                   | 100%                                                      |
|                                                           | Les Démocrates conservent                                 |                                                           |                                                           |                                                           |

### 2008
| Élection de 2008 du 5e district congressionnel de Géorgie | Élection de 2008 du 5e district congressionnel de Géorgie | Élection de 2008 du 5e district congressionnel de Géorgie | Élection de 2008 du 5e district congressionnel de Géorgie | Élection de 2008 du 5e district congressionnel de Géorgie |
| --------------------------------------------------------- | --------------------------------------------------------- | --------------------------------------------------------- | --------------------------------------------------------- | --------------------------------------------------------- |
| Parti                                                     | Parti                                                     | Candidat                                                  | Votes                                                     | %                                                         |
|                                                           | Démocrate                                                 | John Lewis (sortant)                                      | 231 368                                                   | 99,95                                                     |
|                                                           | No Party                                                  | Autres                                                    | 106                                                       | 0,05                                                      |
| Total des votes                                           | Total des votes                                           | Total des votes                                           | 231 437                                                   | 100%                                                      |
|                                                           | Les Démocrates conservent                                 |                                                           |                                                           |                                                           |

### 2010
| Élection de 2010 du 5e district congressionnel de Géorgie | Élection de 2010 du 5e district congressionnel de Géorgie | Élection de 2010 du 5e district congressionnel de Géorgie | Élection de 2010 du 5e district congressionnel de Géorgie | Élection de 2010 du 5e district congressionnel de Géorgie |
| --------------------------------------------------------- | --------------------------------------------------------- | --------------------------------------------------------- | --------------------------------------------------------- | --------------------------------------------------------- |
| Parti                                                     | Parti                                                     | Candidat                                                  | Votes                                                     | %                                                         |
|                                                           | Démocrate                                                 | John Lewis (sortant)                                      | 130 782                                                   | 73,72                                                     |
|                                                           | Républicain                                               | Fenn Little                                               | 46 622                                                    | 26,28                                                     |
| Total des votes                                           | Total des votes                                           | Total des votes                                           | 177 404                                                   | 100%                                                      |
|                                                           | Les Démocrates conservent                                 |                                                           |                                                           |                                                           |

### 2012
| Élection de 2012 du 5e district congressionnel de Géorgie | Élection de 2012 du 5e district congressionnel de Géorgie | Élection de 2012 du 5e district congressionnel de Géorgie | Élection de 2012 du 5e district congressionnel de Géorgie | Élection de 2012 du 5e district congressionnel de Géorgie |
| --------------------------------------------------------- | --------------------------------------------------------- | --------------------------------------------------------- | --------------------------------------------------------- | --------------------------------------------------------- |
| Parti                                                     | Parti                                                     | Candidat                                                  | Votes                                                     | %                                                         |
|                                                           | Démocrate                                                 | John Lewis (sortant)                                      | 234 330                                                   | 84,39                                                     |
|                                                           | Républicain                                               | Howard Stopeck                                            | 43 335                                                    | 15,61                                                     |
| Total des votes                                           | Total des votes                                           | Total des votes                                           | 277 665                                                   | 100%                                                      |
|                                                           | Les Démocrates conservent                                 |                                                           |                                                           |                                                           |

### 2014
| Élection de 2014 du 5e district congressionnel de Géorgie | Élection de 2014 du 5e district congressionnel de Géorgie | Élection de 2014 du 5e district congressionnel de Géorgie | Élection de 2014 du 5e district congressionnel de Géorgie | Élection de 2014 du 5e district congressionnel de Géorgie |
| --------------------------------------------------------- | --------------------------------------------------------- | --------------------------------------------------------- | --------------------------------------------------------- | --------------------------------------------------------- |
| Parti                                                     | Parti                                                     | Candidat                                                  | Votes                                                     | %                                                         |
|                                                           | Démocrate                                                 | John Lewis (sortant)                                      | 170 326                                                   | 100%                                                      |
|                                                           | Les Démocrates conservent                                 |                                                           |                                                           |                                                           |

### 2016
| Élection de 2016 du 5e district congressionnel de Géorgie | Élection de 2016 du 5e district congressionnel de Géorgie | Élection de 2016 du 5e district congressionnel de Géorgie | Élection de 2016 du 5e district congressionnel de Géorgie | Élection de 2016 du 5e district congressionnel de Géorgie |
| --------------------------------------------------------- | --------------------------------------------------------- | --------------------------------------------------------- | --------------------------------------------------------- | --------------------------------------------------------- |
| Parti                                                     | Parti                                                     | Candidat                                                  | Votes                                                     | %                                                         |
|                                                           | Démocrate                                                 | John Lewis (sortant)                                      | 253 781                                                   | 84,44                                                     |
|                                                           | Républicain                                               | Douglas Bell                                              | 46 768                                                    | 15,56                                                     |
| Total des votes                                           | Total des votes                                           | Total des votes                                           | 300 549                                                   | 100%                                                      |
|                                                           | Les Démocrates conservent                                 |                                                           |                                                           |                                                           |

### 2018
| Élection de 2018 du 5e district congressionnel de Géorgie | Élection de 2018 du 5e district congressionnel de Géorgie | Élection de 2018 du 5e district congressionnel de Géorgie | Élection de 2018 du 5e district congressionnel de Géorgie | Élection de 2018 du 5e district congressionnel de Géorgie |
| --------------------------------------------------------- | --------------------------------------------------------- | --------------------------------------------------------- | --------------------------------------------------------- | --------------------------------------------------------- |
| Parti                                                     | Parti                                                     | Candidat                                                  | Votes                                                     | %                                                         |
|                                                           | Démocrate                                                 | John Lewis (sortant)                                      | 273 084                                                   | 100%                                                      |
|                                                           | Les Démocrates conservent                                 |                                                           |                                                           |                                                           |

### 2020 (Spéciale)
| Élection Spéciale de 2020 du 5e district congressionnel de Géorgie | Élection Spéciale de 2020 du 5e district congressionnel de Géorgie | Élection Spéciale de 2020 du 5e district congressionnel de Géorgie | Élection Spéciale de 2020 du 5e district congressionnel de Géorgie | Élection Spéciale de 2020 du 5e district congressionnel de Géorgie |
| ------------------------------------------------------------------ | ------------------------------------------------------------------ | ------------------------------------------------------------------ | ------------------------------------------------------------------ | ------------------------------------------------------------------ |
| Parti                                                              | Parti                                                              | Candidat                                                           | Votes                                                              | %                                                                  |
|                                                                    | Démocrate                                                          | Kwanza Hall                                                        | 11 104                                                             | 31,75                                                              |
|                                                                    | Démocrate                                                          | Robert Michael Franklin Jr.                                        | 9987                                                               | 28,55                                                              |
|                                                                    | Démocrate                                                          | Mable Thomas                                                       | 6692                                                               | 19,13                                                              |
|                                                                    | Démocrate                                                          | Keisha Waites                                                      | 4255                                                               | 12,17                                                              |
|                                                                    | Démocrate                                                          | Barrington Martin II                                               | 1944                                                               | 5,56                                                               |
|                                                                    | Libertarien                                                        | Chase Oliver                                                       | 712                                                                | 2,04                                                               |
|                                                                    | Indépendant                                                        | Steven Muhammad                                                    | 282                                                                | 0,8                                                                |
| Total des votes                                                    | Total des votes                                                    | Total des votes                                                    | 34 967                                                             | 100%                                                               |
|                                                                    | Les Démocrates conservent                                          |                                                                    |                                                                    |                                                                    |

| Seconde Tour de l'Élection Spéciale de 2020 du 5e district congressionnel de Géorgie | Seconde Tour de l'Élection Spéciale de 2020 du 5e district congressionnel de Géorgie | Seconde Tour de l'Élection Spéciale de 2020 du 5e district congressionnel de Géorgie | Seconde Tour de l'Élection Spéciale de 2020 du 5e district congressionnel de Géorgie | Seconde Tour de l'Élection Spéciale de 2020 du 5e district congressionnel de Géorgie |
| ------------------------------------------------------------------------------------ | ------------------------------------------------------------------------------------ | ------------------------------------------------------------------------------------ | ------------------------------------------------------------------------------------ | ------------------------------------------------------------------------------------ |
| Parti                                                                                | Parti                                                                                | Candidat                                                                             | Votes                                                                                | %                                                                                    |
|                                                                                      | Démocrate                                                                            | Kwanza Hall                                                                          | 13 450                                                                               | 54,27                                                                                |
|                                                                                      | Démocrate                                                                            | Robert Michael Franklin Jr.                                                          | 11 332                                                                               | 45,73                                                                                |
| Total des votes                                                                      | Total des votes                                                                      | Total des votes                                                                      | 24 782                                                                               | 100%                                                                                 |
|                                                                                      | Les Démocrates conservent                                                            |                                                                                      |                                                                                      |                                                                                      |

### 2020
| Élection de 2020 du 5e district congressionnel de Géorgie | Élection de 2020 du 5e district congressionnel de Géorgie | Élection de 2020 du 5e district congressionnel de Géorgie | Élection de 2020 du 5e district congressionnel de Géorgie | Élection de 2020 du 5e district congressionnel de Géorgie |
| --------------------------------------------------------- | --------------------------------------------------------- | --------------------------------------------------------- | --------------------------------------------------------- | --------------------------------------------------------- |
| Parti                                                     | Parti                                                     | Candidat                                                  | Votes                                                     | %                                                         |
|                                                           | Démocrate                                                 | Nikema Williams                                           | 301 857                                                   | 85,02                                                     |
|                                                           | Républicain                                               | Angela Stanton-King                                       | 52 646                                                    | 14,08                                                     |
| Total des votes                                           | Total des votes                                           | Total des votes                                           | 354 503                                                   | 100%                                                      |
|                                                           | Les Démocrates conservent                                 |                                                           |                                                           |                                                           |

### 2022
| Primaire Démocrate de 2022 du 5e district congressionnel de Géorgie | Primaire Démocrate de 2022 du 5e district congressionnel de Géorgie | Primaire Démocrate de 2022 du 5e district congressionnel de Géorgie | Primaire Démocrate de 2022 du 5e district congressionnel de Géorgie | Primaire Démocrate de 2022 du 5e district congressionnel de Géorgie |
| ------------------------------------------------------------------- | ------------------------------------------------------------------- | ------------------------------------------------------------------- | ------------------------------------------------------------------- | ------------------------------------------------------------------- |
| Parti                                                               | Parti                                                               | Candidat                                                            | Votes                                                               | %                                                                   |
|                                                                     | Démocrate                                                           | Nikema Williams (sortante)                                          | 78 440                                                              | 86,2                                                                |
|                                                                     | Démocrate                                                           | Valencia Stovall                                                    | 8701                                                                | 9,6                                                                 |
|                                                                     | Démocrate                                                           | Charlotte Macbagito                                                 | 3791                                                                | 4,2                                                                 |

| Primaire Républicaine de 2022 du 5e district congressionnel de Géorgie | Primaire Républicaine de 2022 du 5e district congressionnel de Géorgie | Primaire Républicaine de 2022 du 5e district congressionnel de Géorgie | Primaire Républicaine de 2022 du 5e district congressionnel de Géorgie | Primaire Républicaine de 2022 du 5e district congressionnel de Géorgie |
| ---------------------------------------------------------------------- | ---------------------------------------------------------------------- | ---------------------------------------------------------------------- | ---------------------------------------------------------------------- | ---------------------------------------------------------------------- |
| Parti                                                                  | Parti                                                                  | Candidat                                                               | Votes                                                                  | %                                                                      |
|                                                                        | Républicain                                                            | Christian Zimm                                                         | 21 540                                                                 | 100%                                                                   |

| Élection de 2022 du 5e district congressionnel de Géorgie | Élection de 2022 du 5e district congressionnel de Géorgie | Élection de 2022 du 5e district congressionnel de Géorgie | Élection de 2022 du 5e district congressionnel de Géorgie | Élection de 2022 du 5e district congressionnel de Géorgie |
| --------------------------------------------------------- | --------------------------------------------------------- | --------------------------------------------------------- | --------------------------------------------------------- | --------------------------------------------------------- |
| Parti                                                     | Parti                                                     | Candidat                                                  | Votes                                                     | %                                                         |
|                                                           | Démocrate                                                 | Nikema Williams (sortante)                                | 243 687                                                   | 82,5                                                      |
|                                                           | Républicain                                               | Christian Zimm                                            | 51 769                                                    | 17,5                                                      |
| Total des votes                                           | Total des votes                                           | Total des votes                                           | 295 456                                                   | 100%                                                      |
|                                                           | Les Démocrates conservent                                 |                                                           |                                                           |                                                           |

### 2024
| Primaire Démocrate de 2024 du 5e district congressionnel de Géorgie | Primaire Démocrate de 2024 du 5e district congressionnel de Géorgie | Primaire Démocrate de 2024 du 5e district congressionnel de Géorgie | Primaire Démocrate de 2024 du 5e district congressionnel de Géorgie | Primaire Démocrate de 2024 du 5e district congressionnel de Géorgie |
| ------------------------------------------------------------------- | ------------------------------------------------------------------- | ------------------------------------------------------------------- | ------------------------------------------------------------------- | ------------------------------------------------------------------- |
| Parti                                                               | Parti                                                               | Candidat                                                            | Votes                                                               | %                                                                   |
|                                                                     | Démocrate                                                           | Nikema Williams (sortante)                                          | 69 116                                                              | 100%                                                                |

| Primaire Républicaine de 2024 du 5e district congressionnel de Géorgie | Primaire Républicaine de 2024 du 5e district congressionnel de Géorgie | Primaire Républicaine de 2024 du 5e district congressionnel de Géorgie | Primaire Républicaine de 2024 du 5e district congressionnel de Géorgie | Primaire Républicaine de 2024 du 5e district congressionnel de Géorgie |
| ---------------------------------------------------------------------- | ---------------------------------------------------------------------- | ---------------------------------------------------------------------- | ---------------------------------------------------------------------- | ---------------------------------------------------------------------- |
| Parti                                                                  | Parti                                                                  | Candidat                                                               | Votes                                                                  | %                                                                      |
|                                                                        | Républicain                                                            | John Salvesen                                                          | 21 540                                                                 | 100%                                                                   |

| Élection de 2024 du 5e district congressionnel de Géorgie | Élection de 2024 du 5e district congressionnel de Géorgie | Élection de 2024 du 5e district congressionnel de Géorgie | Élection de 2024 du 5e district congressionnel de Géorgie | Élection de 2024 du 5e district congressionnel de Géorgie |
| --------------------------------------------------------- | --------------------------------------------------------- | --------------------------------------------------------- | --------------------------------------------------------- | --------------------------------------------------------- |
| Parti                                                     | Parti                                                     | Candidat                                                  | Votes                                                     | %                                                         |
|                                                           | Démocrate                                                 | Nikema Williams (sortante)                                | 294 470                                                   | 85,7                                                      |
|                                                           | Républicain                                               | John Salvesen                                             | 49 221                                                    | 14,3                                                      |
| Total des votes                                           | Total des votes                                           | Total des votes                                           | 343 691                                                   | 100%                                                      |
|                                                           | Les Démocrates conservent                                 |                                                           |                                                           |                                                           |